# Llista de monuments de Castellar del Vallès
Llista de monuments de Castellar del Vallès inclosos en l'Inventari del Patrimoni Arquitectònic Català per al municipi de Castellar del Vallès (Vallès Occidental). Inclou els inscrits en el Registre de Béns Culturals d'Interès Nacional (BCIN) amb la classificació de monuments històrics i els Béns Culturals d'Interès Local (BCIL) de caràcter arquitectònic.
| Monument                                                                               | Protecció   | Estil/època                               | Localització                                                                               | Coordenades                                            | Codi?         | Imatge |
| -------------------------------------------------------------------------------------- | ----------- | ----------------------------------------- | ------------------------------------------------------------------------------------------ | ------------------------------------------------------ | ------------- | --- |
| Castell de Castellar o Castell de Clasquerí                                            | BCIN 630-MH | Gòtic, historicisme XIV, XIX-XX           | Castellar del Vallès Accés des de la ctra. de Terrassa                                     | 41° 36′ 21″ N, 2° 04′ 29″ E / 41.605793°N,2.074618°E   | RI-51-0005242 | Castell de Castellar (Castellar del Vallès) · Vegeu més fotos d'aquest monument · Carregueu una nova foto d'aquest monument                                        |
| Puig de la Creu                                                                        | BCIN 631-MH | Obra popular XVI-XVII                     | Castellar del Vallès                                                                       | 41° 37′ 46″ N, 2° 06′ 04″ E / 41.629458°N,2.101135°E   | RI-51-0005243 | Puig de la Creu (Castellar del Vallès) · Vegeu més fotos d'aquest monument · Carregueu una nova foto d'aquest monument                                             |
| Habitatge unifamiliar a la carretera Sentmenat, 108                                    | BCIL 2016   | Noucentisme Pere Costa Galceran XX (1924) | Castellar del Vallès Ctra. Sentmenat, 108                                                  | 41° 37′ 02″ N, 2° 05′ 29″ E / 41.617088°N,2.091491°E   | IPA-27262     | Habitatge unifamiliar a la carretera Sentmenat, 108 (Castellar del Vallès) · Vegeu més fotos d'aquest monument · Carregueu una nova foto d'aquest monument         |
| La Serra                                                                               |             | Obra popular XIX                          | Castellar del Vallès C. Anselm Clavé, 7B                                                   | 41° 36′ 52″ N, 2° 05′ 12″ E / 41.61440°N,2.08668°E     | IPA-27263     | La Serra (Castellar del Vallès) · Vegeu més fotos d'aquest monument · Carregueu una nova foto d'aquest monument                                                    |
| Cal Jep de l'Oca, Cal Peret de l'Oca, Cal Rovira                                       | BCIL 2016   | Obra popular XVII, XIX, XX                | Castellar del Vallès C. Caldes, 6-8                                                        | 41° 37′ 03″ N, 2° 05′ 20″ E / 41.617635°N,2.088946°E   | IPA-27264     | Cal Jep de l'Oca (Castellar del Vallès) · Vegeu més fotos d'aquest monument · Carregueu una nova foto d'aquest monument                                            |
| Torre Montlleó                                                                         |             | Eclecticisme XX Inici                     | Castellar del Vallès C. Caldes, 54 - c. del Racó                                           | 41° 37′ 03″ N, 2° 05′ 26″ E / 41.61748°N,2.09066°E     | IPA-27265     | Torre Montlleó (Castellar del Vallès) · Vegeu més fotos d'aquest monument · Carregueu una nova foto d'aquest monument                                              |
| Torre Balada                                                                           |             | Eclecticisme XIX Final                    | Castellar del Vallès C. Caldes, 56                                                         |                                                        | IPA-27266     | Torre Balada (Castellar del Vallès) · Vegeu més fotos d'aquest monument · Carregueu una nova foto d'aquest monument                                                |
| Mas Crupell                                                                            |             | Obra popular XVIII                        | Castellar del Vallès C. Centre, 33                                                         | 41° 37′ 05″ N, 2° 05′ 19″ E / 41.61799°N,2.08854°E     | IPA-27267     | Carregueu una nova foto d'aquest monument |
| Capella de Montserrat                                                                  | BCIL 2016   | Historicisme XIX Final                    | Castellar del Vallès C. Dr. Pujol, 28                                                      | 41° 36′ 48″ N, 2° 05′ 04″ E / 41.613334°N,2.084475°E   | IPA-27268     | Capella de la Mare de Déu de Montserrat (Castellar del Vallès) · Vegeu més fotos d'aquest monument · Carregueu una nova foto d'aquest monument                     |
| Molí dels Horts del Jardiner                                                           |             | Obra popular XIX Final                    | Castellar del Vallès C. Dr. Rovira, 9                                                      | 41° 36′ 50″ N, 2° 05′ 09″ E / 41.613916°N,2.085784°E   | IPA-27269     | Molí dels Horts del Jardiner (Castellar del Vallès) · Vegeu més fotos d'aquest monument · Carregueu una nova foto d'aquest monument                                |
| Església parroquial de Sant Esteve de Castellar                                        | BCIL 2016   | Historicisme XIX Final                    | Castellar del Vallès C. de l'Església, 16                                                  | 41° 37′ 05″ N, 2° 05′ 10″ E / 41.617925°N,2.086231°E   | IPA-27270     | Església parroquial de Sant Esteve de Castellar (Castellar del Vallès) · Vegeu més fotos d'aquest monument · Carregueu una nova foto d'aquest monument             |
| Escola Pública Emili Carles Tolrà                                                      |             | Noucentisme XX Mitjan                     | Castellar del Vallès C. Metge Portabella s/n                                               | 41° 36′ 50″ N, 2° 05′ 02″ E / 41.613934°N,2.083768°E   | IPA-27271     | Escola Pública Emili Carles Tolrà (Castellar del Vallès) · Vegeu més fotos d'aquest monument · Carregueu una nova foto d'aquest monument                           |
| Habitatge al carrer Francesc Layret, 23                                                |             | Modernisme XIX Final                      | Castellar del Vallès C. Francesc Layret, 23 (enderrocada)                                  | 41° 36′ 53″ N, 2° 05′ 04″ E / 41.61462°N,2.08458°E     | IPA-27272     | Carregueu una nova foto d'aquest monument |
| Casa Masaveu                                                                           |             | Obra popular XIX                          | Castellar del Vallès C. General Boadella, 5                                                | 41° 37′ 05″ N, 2° 05′ 13″ E / 41.61794°N,2.08706°E     | IPA-27273     | Casa Masaveu (Castellar del Vallès) · Vegeu més fotos d'aquest monument · Carregueu una nova foto d'aquest monument                                                |
| Antic Ajuntament                                                                       | BCIL 2016   | Eclecticisme Emili Sala Cortés XX (1902)  | Castellar del Vallès C. Major, 74                                                          | 41° 36′ 59″ N, 2° 05′ 10″ E / 41.616342°N,2.086138°E   | IPA-27274     | Antic Ajuntament (Castellar del Vallès) · Vegeu més fotos d'aquest monument · Carregueu una nova foto d'aquest monument                                            |
| Botiga Bernadet                                                                        |             | Modernisme XX Inici                       | Castellar del Vallès C. Major, 6                                                           | 41° 37′ 04″ N, 2° 05′ 13″ E / 41.61767°N,2.08683°E     | IPA-27275     | Botiga Bernadet (Castellar del Vallès) · Vegeu més fotos d'aquest monument · Carregueu una nova foto d'aquest monument                                             |
| Calissó Espai Plural, antics safareigs de la Baixada de Cal Verge, antic Jutjat de Pau | BCIL 2016   | Eclecticisme XIX (1897)                   | Castellar del Vallès C. Major, 65                                                          | 41° 36′ 56″ N, 2° 05′ 08″ E / 41.61565°N,2.08548°E     | IPA-27276     | Calissó Espai Plural (Castellar del Vallès) · Vegeu més fotos d'aquest monument · Carregueu una nova foto d'aquest monument                                        |
| Plaça Major                                                                            |             | Noucentisme XX Mitjan                     | Castellar del Vallès C. Centre - C. Major                                                  | 41° 37′ 01″ N, 2° 05′ 15″ E / 41.61706°N,2.08747°E     | IPA-27277     | Plaça Major (Castellar del Vallès) · Vegeu més fotos d'aquest monument · Carregueu una nova foto d'aquest monument                                                 |
| Font de la plaça del Mestre Gelonch                                                    |             | Eclecticisme XIX Final                    | Castellar del Vallès                                                                       | 41° 37′ 08″ N, 2° 05′ 14″ E / 41.619004°N,2.087313°E   | IPA-27278     | Font de la plaça del Mestre Gelonch (Castellar del Vallès) · Vegeu més fotos d'aquest monument · Carregueu una nova foto d'aquest monument                         |
| Torre Sagalés                                                                          |             | Obra popular                              | Castellar del Vallès Pl. del Mestre Gelonch, 2                                             | 41° 37′ 08″ N, 2° 05′ 13″ E / 41.61892°N,2.08690°E     | IPA-27279     | Torre Sagalés (Castellar del Vallès) · Vegeu més fotos d'aquest monument · Carregueu una nova foto d'aquest monument                                               |
| Habitatges al carrer Mestre Ros, 6-12                                                  |             | Eclecticisme XX Inici                     | Castellar del Vallès C. del Mestre Ros, 6-12                                               | 41° 36′ 53″ N, 2° 05′ 10″ E / 41.61467°N,2.08615°E     | IPA-27280     | Habitatges al carrer Mestre Ros, 6-12 (Castellar del Vallès) · Vegeu més fotos d'aquest monument · Carregueu una nova foto d'aquest monument                       |
| Escola Taller Cal Botafoc                                                              |             | Modernisme XX Inici                       | Castellar del Vallès Baixada del Palau, 1                                                  | 41° 37′ 09″ N, 2° 05′ 12″ E / 41.619135°N,2.086647°E   | IPA-27281     | Escola Taller Cal Botafoc (Castellar del Vallès) · Vegeu més fotos d'aquest monument · Carregueu una nova foto d'aquest monument                                   |
| Reixa dels Horts del Jardiner                                                          |             | Eclecticisme XIX Final                    | Castellar del Vallès Passeig, 79                                                           |                                                        | IPA-27285     | Carregueu una nova foto d'aquest monument |
| Casa Perich                                                                            |             | Noucentisme XX Inici                      | Castellar del Vallès Passeig, 35                                                           | 41° 36′ 53″ N, 2° 05′ 08″ E / 41.6146164°N,2.0855712°E | IPA-27287     | Casa Perich (Castellar del Vallès) · Vegeu més fotos d'aquest monument · Carregueu una nova foto d'aquest monument                                                 |
| Antic Col·legi dels Pares Escolapis                                                    |             | Eclecticisme XX Final                     | Castellar del Vallès Passeig, 86-92                                                        | 41° 36′ 47″ N, 2° 05′ 05″ E / 41.613085°N,2.084677°E   | IPA-27288     | Antic Col·legi dels Pares Escolapis (Castellar del Vallès) · Vegeu més fotos d'aquest monument · Carregueu una nova foto d'aquest monument                         |
| Antic Sindicat Agrícola                                                                |             | Noucentisme XX Mitjan                     | Castellar del Vallès C. Sala Boadella, 6                                                   | 41° 36′ 56″ N, 2° 05′ 16″ E / 41.615463°N,2.087841°E   | IPA-27289     | Antic Sindicat Agrícola (Castellar del Vallès) · Vegeu més fotos d'aquest monument · Carregueu una nova foto d'aquest monument                                     |
| Habitatge al carrer Sant Jaume, 15                                                     |             | Eclecticisme XIX                          | Castellar del Vallès C. Sant Jaume, 15                                                     | 41° 36′ 49″ N, 2° 04′ 56″ E / 41.61349°N,2.08221°E     | IPA-27291     | Habitatge al carrer Sant Jaume, 15 (Castellar del Vallès) · Vegeu més fotos d'aquest monument · Carregueu una nova foto d'aquest monument                          |
| Xemeneia                                                                               |             | Obra popular XIX                          | Castellar del Vallès C. Sant Pere d'Ullastre, 7                                            |                                                        | IPA-27293     | Carregueu una nova foto d'aquest monument |
| Botiga Anastasi Miralles                                                               | BCIL 2016   | Modernisme XX Inici                       | Castellar del Vallès Ctra. de Sentmenat, 20                                                | 41° 36′ 56″ N, 2° 05′ 13″ E / 41.615693°N,2.087066°E   | IPA-27294     | Botiga Anastasi Miralles (Castellar del Vallès) · Vegeu més fotos d'aquest monument · Carregueu una nova foto d'aquest monument                                    |
| Casa Blanquer                                                                          | BCIL 2016   | Modernisme XX (1910)                      | Castellar del Vallès Ctra. de Sentmenat, 110                                               | 41° 37′ 02″ N, 2° 05′ 30″ E / 41.617144°N,2.091622°E   | IPA-27295     | Casa Blanquer (Castellar del Vallès) · Vegeu més fotos d'aquest monument · Carregueu una nova foto d'aquest monument                                               |
| Xemeneia de Can Barba                                                                  | BCIL 2016   | Obra popular XIX                          | Castellar del Vallès Final del c. Sant Jaume                                               | 41° 36′ 47″ N, 2° 04′ 51″ E / 41.612925°N,2.080876°E   | IPA-27296     | Xemeneia de Can Barba (Castellar del Vallès) · Vegeu més fotos d'aquest monument · Carregueu una nova foto d'aquest monument                                       |
| Escoles del Patronat Tolrà                                                             | BCIL 2016   | Eclecticisme Emili Sala Cortés XIX (1892) | Castellar del Vallès Pg. Tolrà, 2                                                          | 41° 37′ 01″ N, 2° 05′ 21″ E / 41.616841°N,2.089112°E   | IPA-27297     | Escoles del Patronat Tolrà (Castellar del Vallès) · Vegeu més fotos d'aquest monument · Carregueu una nova foto d'aquest monument                                  |
| Font pública                                                                           |             | Obra popular                              | Castellar del Vallès C. Torras, 3 (desapareguda)                                           | 41° 36′ 56″ N, 2° 05′ 11″ E / 41.615671°N,2.086508°E   | IPA-27298     | Font pública (Castellar del Vallès) · Vegeu més fotos d'aquest monument · Carregueu una nova foto d'aquest monument                                                |
| Antiga seu de la Societat Coral La Llebre                                              | BCIL 2016   | Eclecticisme XX Inici                     | Castellar del Vallès C. Torras, 4                                                          | 41° 36′ 57″ N, 2° 05′ 12″ E / 41.615793°N,2.086711°E   | IPA-27299     | Antiga seu de la Societat Coral La Llebre (Castellar del Vallès) · Vegeu més fotos d'aquest monument · Carregueu una nova foto d'aquest monument                   |
| Farmàcia Alguer                                                                        |             | Modernisme XX Inici                       | Castellar del Vallès C. Torras, 1                                                          | 41° 36′ 56″ N, 2° 05′ 11″ E / 41.61566°N,2.08651°E     | IPA-27300     | Farmàcia Alguer (Castellar del Vallès) · Vegeu més fotos d'aquest monument · Carregueu una nova foto d'aquest monument                                             |
| Habitatge al carrer Torras, 3                                                          |             | Eclecticisme XIX Final                    | Castellar del Vallès C. Torras, 3                                                          | 41° 36′ 57″ N, 2° 05′ 11″ E / 41.61573°N,2.08652°E     | IPA-27301     | Habitatge al carrer Torras, 3 (Castellar del Vallès) · Vegeu més fotos d'aquest monument · Carregueu una nova foto d'aquest monument                               |
| Cal Boter                                                                              | BCIL 2016   | Modernisme XX (1914)                      | Castellar del Vallès C. Torras, 10 - c. Colom                                              | 41° 36′ 58″ N, 2° 05′ 14″ E / 41.616198°N,2.087195°E   | IPA-27302     | Cal Boter (Castellar del Vallès) · Vegeu més fotos d'aquest monument · Carregueu una nova foto d'aquest monument                                                   |
| Xemeneia al carrer Trias de Bes                                                        |             | Obra popular                              | Castellar del Vallès C. Trias de Bes                                                       | 41° 36′ 40″ N, 2° 04′ 53″ E / 41.61121°N,2.08148°E     | IPA-27303     | Xemeneia al carrer Trias de Bes (Castellar del Vallès) · Vegeu més fotos d'aquest monument · Carregueu una nova foto d'aquest monument                             |
| Cementiri de Castellar del Vallès                                                      |             | Modernisme XX Inici                       | Castellar del Vallès A un extrem del poble                                                 | 41° 36′ 58″ N, 2° 06′ 04″ E / 41.616009°N,2.101016°E   | IPA-27304     | Cementiri de Castellar del Vallès · Vegeu més fotos d'aquest monument · Carregueu una nova foto d'aquest monument                                                  |
| Pont Vell, Pont de Can Pèlacs                                                          | BCIL 2016   | Obra popular XIX Inici                    | Castellar del Vallès Sobre el riu Ripoll, prop de la ctra. C-1415                          | 41° 36′ 46″ N, 2° 04′ 43″ E / 41.612743°N,2.078576°E   | IPA-27305     | Pont Vell (Castellar del Vallès) · Vegeu més fotos d'aquest monument · Carregueu una nova foto d'aquest monument                                                   |
| Ca n'Ametller                                                                          |             | Obra popular XVIII                        | Castellar del Vallès Ctra. de Castellar, trencall al km 28                                 | 41° 36′ 13″ N, 2° 06′ 37″ E / 41.603558°N,2.110265°E   | IPA-27306     | Ca n'Ametller (Castellar del Vallès) · Vegeu més fotos d'aquest monument · Carregueu una nova foto d'aquest monument                                               |
| Can Bages                                                                              |             | Obra popular                              | Castellar del Vallès                                                                       | 41° 35′ 04″ N, 2° 05′ 15″ E / 41.58453°N,2.08763°E     | IPA-27307     | Carregueu una nova foto d'aquest monument |
| Can Balada                                                                             |             | Obra popular                              | Castellar del Vallès                                                                       | 41° 37′ 03″ N, 2° 05′ 28″ E / 41.61745°N,2.09106°E     | IPA-27308     | Carregueu una nova foto d'aquest monument |
| Molí del Boà                                                                           |             | Obra popular XIX                          | Castellar del Vallès Ctra. de Terrassa, km 26,5                                            |                                                        | IPA-27309     | Carregueu una nova foto d'aquest monument |
| Masia el Brunet                                                                        |             | Obra popular XVI                          | Castellar del Vallès Ctra. de Sant Feliu del Recó                                          | 41° 36′ 59″ N, 2° 04′ 55″ E / 41.616432°N,2.081866°E   | IPA-27310     | Masia el Brunet (Castellar del Vallès) · Vegeu més fotos d'aquest monument · Carregueu una nova foto d'aquest monument                                             |
| Molí d'en Busquets                                                                     |             | Obra popular XIX                          | Castellar del Vallès                                                                       | 41° 35′ 50″ N, 2° 04′ 53″ E / 41.59712°N,2.08132°E     | IPA-27311     | Carregueu una nova foto d'aquest monument |
| Can Cadalfalc                                                                          | BCIL 2016   | Obra popular XIV                          | Castellar del Vallès GR 173-1, km 17                                                       | 41° 39′ 14″ N, 2° 05′ 17″ E / 41.654010°N,2.088027°E   | IPA-27313     | Can Cadafalc (Castellar del Vallès) · Vegeu més fotos d'aquest monument · Carregueu una nova foto d'aquest monument                                                |
| Mas Canyelles                                                                          | BCIL 2016   | Obra popular XIV                          | Castellar del Vallès Camí de Can Cadafalc, a 5 km                                          | 41° 37′ 57″ N, 2° 05′ 19″ E / 41.632517°N,2.088737°E   | IPA-27314     | Carregueu una nova foto d'aquest monument |
| Can Casamada, Ca n'Amada                                                               | BCIL 2016   | Obra popular XIII                         | Castellar del Vallès                                                                       | 41° 35′ 59″ N, 2° 06′ 14″ E / 41.599835°N,2.103818°E   | IPA-27315     | Can Casamada (Castellar del Vallès) · Vegeu més fotos d'aquest monument · Carregueu una nova foto d'aquest monument                                                |
| Masia el Girbau                                                                        |             | Obra popular XVI                          | Castellar del Vallès Turó de la Penitenta                                                  | 41° 37′ 24″ N, 2° 02′ 02″ E / 41.6232°N,2.0338°E       | IPA-27317     | Carregueu una nova foto d'aquest monument |
| Can l'Illa                                                                             |             | Obra popular XIV                          | Castellar del Vallès Ctra. a Sant Llorenç Savall, Cases de les Arenes                      | 41° 38′ 42″ N, 2° 03′ 19″ E / 41.644948°N,2.055267°E   | IPA-27318     | Can l'Illa (Castellar del Vallès) · Vegeu més fotos d'aquest monument · Carregueu una nova foto d'aquest monument                                                  |
| Can Messeguer                                                                          |             | Obra popular                              | Castellar del Vallès Ctra. Castellar a Sabadell                                            | 41° 35′ 24″ N, 2° 04′ 43″ E / 41.58996°N,2.07852°E     | IPA-27319     | Can Messeguer (Castellar del Vallès) · Vegeu més fotos d'aquest monument · Carregueu una nova foto d'aquest monument                                               |
| Església del Puig de la Creu, Santa Maria de la Creu                                   | BCIL 2008   | Romànic XII                               | Castellar del Vallès i Sentmenat. Camí de Can Cadafalc, km 6                               | 41° 37′ 46″ N, 2° 06′ 04″ E / 41.62942°N,2.10101°E     | IPA-27320     | Església del Puig de la Creu (Castellar del Vallès) · Vegeu més fotos d'aquest monument · Carregueu una nova foto d'aquest monument                                |
| Can Pèlags o Pèlachs                                                                   | BCIL 2016   | Obra popular                              | Castellar del Vallès Ctra. C-1415, km 26,5                                                 | 41° 36′ 40″ N, 2° 04′ 41″ E / 41.610983°N,2.078042°E   | IPA-27321     | Carregueu una nova foto d'aquest monument |
| Puigvert                                                                               |             | Obra popular                              | Castellar del Vallès                                                                       | 41° 36′ 44″ N, 2° 05′ 43″ E / 41.61213°N,2.09514°E     | IPA-27322     | Carregueu una nova foto d'aquest monument |
| Can Quer                                                                               |             | Obra popular, Gòtic tardà XIV             | Castellar del Vallès Ctra. de Castellar, trencall en el km 20                              | 41° 36′ 08″ N, 2° 07′ 01″ E / 41.60214°N,2.11684°E     | IPA-27323     | Carregueu una nova foto d'aquest monument |
| Can Riera                                                                              | BCIL 2016   | Obra popular                              | Castellar del Vallès Ctra. C-1415 de Terrassa, km 26,5                                     | 41° 36′ 32″ N, 2° 04′ 32″ E / 41.609014°N,2.075490°E   | IPA-27325     | Carregueu una nova foto d'aquest monument |
| El Rieral                                                                              |             | Obra popular XIX                          | Castellar del Vallès Marges del riu Ripoll                                                 | 41° 35′ 16″ N, 2° 04′ 53″ E / 41.587654°N,2.081253°E   | IPA-27326     | Carregueu una nova foto d'aquest monument |
| Can Sallent                                                                            | BCIL 2016   | Obra popular XVI                          | Castellar del Vallès Ctra. C-1415, km 24                                                   | 41° 36′ 10″ N, 2° 04′ 03″ E / 41.602772°N,2.067422°E   | IPA-27327     | Carregueu una nova foto d'aquest monument |
| Antiga església parroquial de Sant Esteve de Castellar Vell                            |             | Romànic, gòtic XI, XIII, XVII             | Castellar del Vallès Ctra. 1415, km 24                                                     | 41° 36′ 09″ N, 2° 04′ 21″ E / 41.602508°N,2.072573°E   | IPA-27328     | Antiga església parroquial de Sant Esteve de Castellar Vell (Castellar del Vallès) · Vegeu més fotos d'aquest monument · Carregueu una nova foto d'aquest monument |
| Sant Pere d'Ullastre o Sant Pere de la Cadireta                                        | BCIL 2016   | Romànic XII                               | Castellar del Vallès Ctra. B-124, km 6,2                                                   | 41° 36′ 02″ N, 2° 06′ 00″ E / 41.600654°N,2.099868°E   | IPA-27329     | Ermita de Sant Pere d'Ullastre (Castellar del Vallès) · Vegeu més fotos d'aquest monument · Carregueu una nova foto d'aquest monument                              |
| Can Torrents                                                                           |             | Obra popular XIII                         | Castellar del Vallès                                                                       | 41° 35′ 27″ N, 2° 06′ 29″ E / 41.59094°N,2.10795°E     | IPA-27330     | Carregueu una nova foto d'aquest monument |
| Can Torrella                                                                           |             | Obra popular XV                           | Castellar del Vallès Ctra. Castellar-Matadepera 1415, km 25, Castellar Vell                | 41° 35′ 57″ N, 2° 04′ 01″ E / 41.599262°N,2.066933°E   | IPA-27331     | Carregueu una nova foto d'aquest monument |
| Can Turell                                                                             |             | Modernisme XX Inici                       | Castellar del Vallès Ctra. de Prats B-124, km 11                                           | 41° 38′ 00″ N, 2° 03′ 57″ E / 41.633385°N,2.065942°E   | IPA-27332     | Can Turell (Castellar del Vallès) · Vegeu més fotos d'aquest monument · Carregueu una nova foto d'aquest monument                                                  |
| Can Turuguet                                                                           | BCIL 2016   | Modernisme XX (1919)                      | Castellar del Vallès C. Can Turuguet - rda. Turuguet                                       | 41° 36′ 26″ N, 2° 05′ 03″ E / 41.607185°N,2.084122°E   | IPA-27333     | Carregueu una nova foto d'aquest monument |
| Habitatge a les Arenes-1                                                               |             | Modernisme XX Inici                       | Castellar del Vallès Les Arenes 1                                                          | 41° 38′ 47″ N, 2° 03′ 29″ E / 41.64638°N,2.05819°E     | IPA-27334     | Carregueu una nova foto d'aquest monument |
| Habitatge a les Arenes-2                                                               |             | Historicisme XX Inici                     | Castellar del Vallès Les Arenes 2                                                          | 41° 38′ 50″ N, 2° 03′ 28″ E / 41.64714°N,2.05772°E     | IPA-27335     | Carregueu una nova foto d'aquest monument |
| Habitatge a les Arenes-3                                                               |             | Noucentisme XX Inici                      | Castellar del Vallès Les Arenes                                                            | 41° 38′ 49″ N, 2° 03′ 28″ E / 41.64685°N,2.05775°E     | IPA-27336     | Carregueu una nova foto d'aquest monument |
| Capella de la Mare de Déu de les Arenes                                                | BCIL 2016   | Romànic XII                               | Castellar del Vallès Ctra. 124, km 13,3, les Arenes                                        | 41° 38′ 49″ N, 2° 03′ 13″ E / 41.646963°N,2.053484°E   | IPA-27337     | Capella de la Mare de Déu de les Arenes (Castellar del Vallès) · Vegeu més fotos d'aquest monument · Carregueu una nova foto d'aquest monument                     |
| Habitatge a Can Barba                                                                  |             | Eclecticisme XIX                          | Castellar del Vallès Can Barba                                                             |                                                        | IPA-27339     | Carregueu una nova foto d'aquest monument |
| Molí de Can Barba                                                                      |             | Obra popular XIX                          | Castellar del Vallès Can Barba                                                             | 41° 36′ 42″ N, 2° 04′ 49″ E / 41.611585°N,2.080294°E   | IPA-27340     | Carregueu una nova foto d'aquest monument |
| Can Juliana                                                                            | BCIL 2016   | Obra popular XIV                          | Castellar del Vallès Ctra. de Sant Feliu del Racó a Castellar, Caseriu de Fontscalents     | 41° 37′ 11″ N, 2° 04′ 16″ E / 41.619623°N,2.071119°E   | IPA-27341     | Can Juliana (Castellar del Vallès) · Vegeu més fotos d'aquest monument · Carregueu una nova foto d'aquest monument                                                 |
| Molí de Fontscalents                                                                   |             | Obra popular XIX                          | Castellar del Vallès Ctra. de Prats, km 8,5, Fontscalents                                  | 41° 37′ 11″ N, 2° 04′ 41″ E / 41.61964°N,2.07813°E     | IPA-27342     | Carregueu una nova foto d'aquest monument |
| Can Carner                                                                             |             | Obra popular XIII                         | Castellar del Vallès Ctra. de Castellar a Sabadell, km 5                                   | 41° 36′ 12″ N, 2° 04′ 58″ E / 41.603427°N,2.082802°E   | IPA-27343     | Can Carner (Castellar del Vallès) · Vegeu més fotos d'aquest monument · Carregueu una nova foto d'aquest monument                                                  |
| Habitatge a Sant Feliu del Racó                                                        |             | Eclecticisme XIX Final                    | Castellar del Vallès C. del Pare Feliu, Sant Feliu del Racó                                |                                                        | IPA-27344     | Carregueu una nova foto d'aquest monument |
| Església parroquial de Sant Feliu del Racó o de Valrà                                  | BCIL 2016   | Romànic XI                                | Castellar del Vallès C. Pare Feliu, Sant Feliu del Racó                                    | 41° 37′ 26″ N, 2° 04′ 05″ E / 41.623804°N,2.068023°E   | IPA-27345     | Església parroquial de Sant Feliu del Racó (Castellar del Vallès) · Vegeu més fotos d'aquest monument · Carregueu una nova foto d'aquest monument                  |
| Molí d'en Barata                                                                       |             | Obra popular XVII, XIX                    | Castellar del Vallès Sant Feliu del Racó                                                   | 41° 37′ 45″ N, 2° 04′ 03″ E / 41.629127°N,2.067486°E   | IPA-27348     | Carregueu una nova foto d'aquest monument |
| Mas Humbert                                                                            | BCIL 2016   | Obra popular XVII                         | Castellar del Vallès C. Mossèn Martí Roca, 19, Sant Feliu del Racó                         | 41° 37′ 27″ N, 2° 04′ 10″ E / 41.624129°N,2.069372°E   | IPA-27349     | Carregueu una nova foto d'aquest monument |
| Mas Olivet                                                                             |             | Obra popular XVIII                        | Castellar del Vallès Sant Feliu del Racó                                                   | 41° 37′ 48″ N, 2° 04′ 00″ E / 41.630025°N,2.066639°E   | IPA-27350     | Mas Olivet (Castellar del Vallès) · Vegeu més fotos d'aquest monument · Carregueu una nova foto d'aquest monument                                                  |
| Habitatge al carrer Caldes, 17                                                         |             | Obra popular XX Mitjan                    | Castellar del Vallès C. Caldes, 17, Sant Feliu del Racó                                    | 41° 37′ 03″ N, 2° 05′ 23″ E / 41.61756°N,2.08973°E     | IPA-27351     | Carregueu una nova foto d'aquest monument |
| Villa Carmen, antic Xalet Assumpció, Cal Moix                                          | BCIL 2016   | Modernisme XX (1926)                      | Castellar del Vallès C. Brutau, 6 - ctra. Castellar, 5-7, Sant Feliu del Racó              | 41° 37′ 21″ N, 2° 04′ 07″ E / 41.622600°N,2.068624°E   | IPA-27352     | Carregueu una nova foto d'aquest monument |
| Can Busqueta                                                                           |             | Obra popular XVII                         | Castellar del Vallès Passatge de la Font del Darrere, Sant Feliu del Racó                  | 41° 37′ 25″ N, 2° 04′ 02″ E / 41.62373°N,2.06715°E     | IPA-27353     | Carregueu una nova foto d'aquest monument |
| Rectoria                                                                               |             | Eclecticisme XIX Mitjan                   | Castellar del Vallès Pl. de l'Església, 16                                                 | 41° 37′ 05″ N, 2° 05′ 11″ E / 41.618014°N,2.086409°E   | IPA-27355     | Rectoria (Castellar del Vallès) · Vegeu més fotos d'aquest monument · Carregueu una nova foto d'aquest monument                                                    |
| Habitatge a la carretera de Sentmenat, 102-106                                         | BCIL 2016   | Modernisme XX Inici                       | Castellar del Vallès Ctra. de Sentmenat, 102-106                                           | 41° 37′ 01″ N, 2° 05′ 28″ E / 41.61691°N,2.09104°E     | IPA-27356     | Habitatge a la carretera de Sentmenat, 102-106 (Castellar del Vallès) · Vegeu més fotos d'aquest monument · Carregueu una nova foto d'aquest monument              |
| Casa Tolrà, Ajuntament                                                                 | BCIL 2016   | Eclecticisme Emili Sala Cortés XIX (1890) | Castellar del Vallès Pg. Tolrà, 1 - c. Gral. Boadella                                      | 41° 37′ 07″ N, 2° 05′ 16″ E / 41.618527°N,2.087778°E   | IPA-27357     | Casa Tolrà (Castellar del Vallès) · Vegeu més fotos d'aquest monument · Carregueu una nova foto d'aquest monument                                                  |
| Forn de Can Sallent                                                                    |             | Obra popular                              | Castellar del Vallès                                                                       |                                                        | IPA-41575     | Carregueu una nova foto d'aquest monument |
| Forn de calç del camí de Can Moragues                                                  |             | Obra popular                              | Castellar del Vallès                                                                       |                                                        | IPA-41576     | Carregueu una nova foto d'aquest monument |
| Resclosa del riu Ripoll                                                                |             | Obra popular                              | Castellar del Vallès Prop de la llera del riu Ripoll al nord-oest del veïnat de les Arenes |                                                        | IPA-47847     | Carregueu una nova foto d'aquest monument |
| Barraca i canalització de Can Borrell                                                  |             | Obra popular                              | Castellar del Vallès Prop de Can Borrell al nord-oest del nucli de Castellar               |                                                        | IPA-47853     | Carregueu una nova foto d'aquest monument |
| Torre Turull                                                                           | BCIL 2016   | Eclecticisme XIX                          | Castellar del Vallès Ctra. B-124, km 4,2                                                   | 41° 35′ 08″ N, 2° 05′ 36″ E / 41.585478°N,2.09321°E    | IPA-49303     | Carregueu una nova foto d'aquest monument |
| Can Borrell                                                                            | BCIL 2016   | Modernisme XVI-XVII, XX                   | Castellar del Vallès Ctra. Sant Llorenç, km 9,2                                            | 41° 37′ 29″ N, 2° 04′ 34″ E / 41.624802°N,2.076117°E   | IPA-49310     | Carregueu una nova foto d'aquest monument |
| Safareigs de la Baixada del Palau                                                      | BCIL 2016   | Obra popular XX (1927)                    | Castellar del Vallès C. Sant Iscle - baixada del Palau                                     |                                                        | IPA-49311     | Carregueu una nova foto d'aquest monument |
| Villa Emília, Torre Argemí                                                             | BCIL 2016   | Noucentisme XX (1927)                     | Castellar del Vallès C. de Sant Jaume, 62                                                  |                                                        | IPA-49313     | Carregueu una nova foto d'aquest monument |
| Refugi del Pla de la Bruguera                                                          |             | XX                                        | Castellar del Vallès                                                                       |                                                        | IPA-50804     | Carregueu una nova foto d'aquest monument |
| Rajoleria de Can Cadafalc                                                              |             |                                           | Castellar del Vallès                                                                       |                                                        | IPA-53111     | Carregueu una nova foto d'aquest monument |